# حمحم هندي
حمحم هندي (الاسم العلمي:Borago indica) هو نوع غير مؤكد من النباتات يتبع جنس الحمحم من الفصيلة الحمحمية.